# مقاطعة كمبرلاند (تينيسي)
مقاطعة كمبرلاند (بالإنجليزية: Cumberland County, Tennessee)‏ هي إحدى مقاطعات ولاية تينيسي في الولايات المتحدة. ، وتبلغ مساحتها 1774 كم2، بلغ عدد سكانها 56053 نسمة في عام 2010 حسب إحصاء مكتب تعداد الولايات المتحدة وتصل الكثافة السكانية فيها 27 نسمة/كم2.

## وصلات خارجية
- cumberlandcountytn.gov